# 新里町鶴ケ谷
新里町鶴ケ谷（にいさとちょうつるがや）は、群馬県桐生市の町名。郵便番号は376-0132。

## 地理
桐生市の西部、新里町の中北部に位置する。旧新里村鶴ケ谷にあたる。鶴ケ谷は新里町赤城山・板橋・関・高泉・大久保・奥沢とともに桐生市第十九区に属する上鶴ケ谷と、山上・小林・武井・野とともに第二十区に属する下鶴ケ谷に分かれる。東北部は新里町奥沢に、東部は新里町新川に、南部は新里町武井に、西部は新里町山上に、西北部は新里町大久保にそれぞれ接する。北部に国道353号が通じている。東部はぐんま昆虫の森の一部となっており、昆虫観察館や体験工房などがある。

## 世帯数と人口
2022年（令和4年）1月31日現在の世帯数と人口は以下の通りである。
| 町丁         | 世帯数  | 人口  |
| ------------ | ------- | ----- |
| 新里町鶴ケ谷 | 264世帯 | 652人 |

## 小・中学校の学区
市立小・中学校に通う場合、学区は以下の通りとなる。
| 番地   | 小学校                 | 中学校             |
| ------ | ---------------------- | ------------------ |
| 一部   | 桐生市立新里中央小学校 | 桐生市立新里中学校 |
| その他 | 桐生市立新里北小学校   | 桐生市立新里中学校 |

## 交通

### 鉄道
町内に鉄道駅はない。

### 道路
- 国道353号

## 施設
- ぐんま昆虫の森
- 土橋のシダレザクラ

## 避難所
- 上鶴ヶ谷住民センター（洪水災害、土砂災害、内水氾濫時の緊急避難場所）[7]